# هنري ماكسويل
هنري ماكسويل (بالإنجليزية: Henry Maxwell)‏ هو لاعب دوري الرغبي نيوزيلندي، ولد في 1932 في نيوزيلندا، وتوفي في 23 أغسطس 2013 في واجا واجا في أستراليا.